# Ibai Gómez
Ibai Gómez Pérez, bekannt unter seinem Vornamen Ibai (* 11. November 1989 in Bilbao), ist ein spanischer Fußballspieler.

## Karriere
Über verschiedene Stationen bei kleineren Vereinen gelangte Ibai 2010 zum spanischen Erstligisten Athletic Bilbao, wo er zunächst sowohl für die zweite als auch für die erste Mannschaft des Vereins zum Einsatz kam. Sein Debüt für das Profiteam gab er am 17. Oktober 2010 bei einem 2:1 gegen Real Saragossa. Er wurde in der 66. Spielminute für Gaizka Toquero eingewechselt, zog sich jedoch einen Kniescheibenbruch zu, sodass er bereits fünf Minuten darauf das Feld für Igor Martínez räumen und daraufhin ein halbes Jahr pausieren musste. Am 10. Mai 2011 gab er sein Comeback für die erste Mannschaft, das Team verlor jedoch gegen Deportivo La Coruña. In der Saison 2011/12 wurde er öfter eingesetzt und lief auch erstmals international auf. Im März und April 2012 kam er so auch in den beiden Europa-League-Spielen gegen den FC Schalke 04 zum Einsatz, in denen er jeweils nur eingewechselt wurde, jedoch einen Treffer vorbereitete und einen selbst erzielte. In der Spielzeit 2012/13 stand er bislang in 35 Ligaspielen auf dem Platz und erzielte vier Tore. Am 12. Dezember 2013 verlängerte Ibai seinen Vertrag in Bilbao bis 2017. Vertraglich vereinbart wurde eine Ausstiegsklausel in Höhe von 35 Millionen Euro. Im Juli 2016 wurde sein Vertrag bei Bilbao aufgelöst und er wechselte zum Ligakonkurrenten Deportivo Alavés. Am 10. Januar 2019 kehrte Ibai für die Ablösesumme von vier Millionen Euro zu Athletic Bilbao zurück. Dort spielte er bis zum Sommer 2021 und war dann vereinslos. Im März 2022 gab dann der iranische Erstligist Foolad FC die Verpflichtung des Spaniers bekannt. Hier durfte Gómez wegen fehlender Spielberechtigung allerdings erst ab Juli im Ligabetrieb aktiv werden und so bestritt er nur vier Partien in der AFC Champions League. Ohne ein Spiel in der Persian Gulf Pro League absolviert zu haben, ging er im Sommer 2022 weiter zum heimischen Drittligisten Deportivo La Coruña. Doch schon nach vier Monaten wechselte Gómez von dort zu seinem Heimatverein Santutxu FC.